# The First Time (Хор)
«The First Time» (рус. Первый раз) — пятый эпизод третьего сезона американского музыкального телесериала «Хор», показанный телеканалом Fox 8 ноября 2011 года. В серии состоялась премьера постановки «Вестсайдской истории». Помимо этого, возвращаются «Соловьи» академии Далтон вместе с новым солистом Себастьяном Смайтом, а две пары — Рейчел-Финн и Блейн-Курт — переходят на новый этап в отношениях. В эпизоде прозвучали кавер-версии пяти песен, которые были выпущены в качестве синглов посредством цифровой дистрибуции. Композиция «A Boy Like That» в сериале была поделена на две части — «A Boy Like That» и «I Have a Love», но выпущена как один сингл.

## Сюжет
Подготовка к постановке мюзикла «Вестсайдская история» под руководством Арти Абрамса (Кевин Макхейл) находится на стадии завершения. Сам Арти доволен своей работой; на сцене Блейн (Даррен Крисс) и Рейчел (Лиа Мишель), которые играют роли Тони и Марии, репетируют песню «Tonight». Арти отмечает, что они слишком скованы для влюблённых и им не хватает страсти. Позже, Рейчел намекает Финну о сексе; Финн назначает ей свидание в его доме, пока Барт (Майк О’Мэлли) и его мама уехали с предвыборной кампанией Барта. Между тем Курт (Крис Колфер) заводит аналогичный разговор с Блейном, на что тот отвечает, что пока не готов к чему-то серьёзному.
Блейн отправляется в академию Далтон, которую он покинул в начале учебного года, и становится свидетелем их музыкального номера «Uptown Girl» — они отошли от концепции одного солиста, и теперь солируют трое — Ник Дюваль (Курт Мега), Тэд Харвуд (Эдди Мартин) и новичок Себастьян Смайт (Грант Гастин), который оказывает Блейну знаки внимания. Позже Себастьян и Блейн беседуют, а Себастьян открыто выказывает ему симпатию и приглашает выпить кофе. Параллельно с их разговором Сантана (Ная Ривера), в качестве Аниты, и Рейчел, в качестве Марии, репетируют номер «A Boy Like That».
Финн просит совета у Пака (Марк Саллинг) относительно предстоящего свидания с Рейчел. Пак успокаивает его, говоря, что ему не о чём беспокоиться. Блейн заводит с Куртом разговор и говорит, что видит в нём того, с кем он согласен лишиться девственности. Между тем Арти заводит разговор с прибывшим в школы отборщиком из футбольной лиги Джонни Кутером (Эрик Браскоттер) и узнаёт, что тому нравится тренер Бист (Дот Джонс), но он не знает, как пригласить её куда-нибудь.
В кофейне Блейн рассказывает Себастьяну, что у него есть бойфренд, которого он любит, и потому не может ответить на его ухаживания. К ним присоединяется Курт, и Себастьян предлагает им поддельные удостоверения, которые помогут им пройти в гей-бар Sca
ndls. Оба соглашаются. Свидание Рейчел и Финна идёт насмарку: Рейчел случайно говорит, что готова с ним переспать отчасти ради роли, чтобы быть более раскованной. Это расстраивает Финна, и он уходит. Отборщик приглашает Шэнон Бист на свидание, и та соглашается. В школе к Майку Чангу (Гарри Шам-младший) приходит отец, который возмущен, что его сын играет в мюзикле вместо того, чтобы готовиться к поступлению в медицинский колледж. Майк говорит, что хочет стать профессиональным танцором. Отец сообщает, что в этом случае Майк ему не сын.
Курт и Блейн по поддельным удостоверениям приходят в гей-бар. Себастьян танцует с Блейном, а к Курту за стойкой подсаживается Дейв Карофски (Макс Адлер). Он рассказывает, что перешёл в другую школу, потому что из-за слухов его сексуальная ориентация могла стать достоянием общественности. По окончании вечера Курт усаживает пьяного Блейна в автомобиль с целью отвезти домой, но Блейн предлагает Курту заняться сексом прямо в авто. Курт злится, что Блейн предлагает ему такой шаг, будучи в состоянии опьянения и после того, как весь вечер танцевал с другим парнем. Оба ссорятся, и Блейн уходит домой пешком.
На следующий день проходит премьера мюзикла. Арти нервничает, думая, что всё пойдёт насмарку, но члены хора дарят ему цветы и хвалят за проделанную работу. «Акулы» и «Ракеты» исполняют номер «America», который срывает бурю оваций; Майк замечает, что его отец не пришёл на премьеру. После премьеры Курт застаёт Блейна, репетирующего на сцене. Блейн извиняется за то, как повёл себя вчера, и говорит, что Себастьян ничего не значит для него. Курт говорит, что сегодня он придёт к нему домой. Рейчел приходит к Финну; тот расстроен, что отборщик не выбрал его, что ставит крест на его футбольной стипендии в колледже. Рейчел заводит разговор о мечте и говорит, что хочет заняться сексом именно с Финном, потому что любит его. Эпизод заканчивается отрывком из мюзикла, где Тони и Мария поют «One Hand, One Heart», а Финн с Рейчел и Курт с Блейном лежат в постели.

## Создание
Съёмки эпизода начались 23 сентября 2011 года и закончились 14 октября. Последние девять дней съёмки проходили одновременно с шестым эпизодом, подготовка которого началась 6 октября, а также кратко с седьмым эпизодом, который начал сниматься 13 октября.
В серии впервые появляется актёр Грант Гастин в роли нового второстепенного персонажа и «главного злодея семестра» Себастьяна — открытого гея академии Далтон и солиста хора «Соловьи», который оказывает Блейну знаки внимания. Гастин получил роль после «сложного кастинга длиной в несколько недель». По словам Райана Мёрфи, Себастьян — беспорядочный интриган, который вставит палки в колёса отношениям Блейна и Курта. Гастин был утверждён на роль 26 сентября 2011 года; ранее он был известен своей ролью Бэби Джона в возрождённой бродвейской постановке «Вестсайдской истории» с 30 сентября 2010 года и покинул мюзикл 23 сентября 2011 года специально для съёмок в «Хоре».
В серии также возвращаются хористы академии Далтон, «Соловьи», которые не появлялись в сериале с тех пор, как Блейн покинул Далтон. Впервые они не будут петь песни, ранее записанные хором Beelzebubs университета Тафтс, как было в течение всего второго сезона, за исключением номера «Blackbird». Некоторые актёры, которые играли членов «Соловьёв», вернутся в третьем сезоне. После того, как сцены в Далтоне были отсняты 3 октября 2011 года, Доминик Барнс, сыгравший роль Трента, написал в своём Twitter-аккаунте, что Гастин — впечатляющий вокалист.
С пятого эпизода стартовала ещё одна заметная второстепенная роль — отборщика из футбольной лиги по имени Джонни, которого сыграл Эрик Браскоттер. Его персонаж отправляется в МакКинли за поиском талантливых футболистов, чтобы предложить им сделать профессиональную футбольную карьеру. В МакКинли он знакомится с тренером Шэнон Бист, которую со второго сезона играет Дот-Мари Джонс.
В серии прозвучали кавер-версии пяти песен, четыре из которых являются партиями из мюзикла «Вестсайдская история»: «America» в исполнении персонажей Сантаны, Бриттани, Пака, Рори, Куинн, Майка и Тины, «A Boy Like That» в исполнении Рейчел и Сантаны, а также две песни в исполнении Рейчел и Блейна, которые играют в мюзикле роли Марии и Тони — «One Hand, One Heart» и «Tonight». Одну песню исполнят «Соловьи» академии Далтон с Ником Дювалем в качестве солиста. Ник, роль которого исполняет Курт Мега, ранее уже появлялся в составе «Соловьёв».

## Реакция
Эпизод сопровождала негативная реакция со стороны некоторых консервативных критиков. Крисс и Колфер отмечали, что трансляция эпизода в эфирной сетке может быть перенесёна на час позже из-за чересчур спорного содержания: отношениям Блейна и Курта, в том числе сексуальным, будет уделено значительное количество времени, и по сюжету оба персонажа посещают гей-бар. Однако, согласно рекламному ролику серии и пресс-релизу телеканала Fox, время трансляции изменено не было. Брайан Фишер из Родительского Телевизионного Совета заявил, что эпизод крайне неуважителен по отношению к верующим телезрителям, а также поощряет девиантную сексуальность.